# Deserted Palace
A Deserted Palace (magyarul: elhagyatott palota) Jean-Michel Jarre 1972-ben megjelent, első nagylemeze.
A zenei anyag stílusa könyvtárzene, amely elsősorban TV-műsorokhoz, reklámokhoz, filmek aláfestéséhez készült. Az albumból nem készült utánnyomás, de kalózmásolatként széles körben elérhető.

## Számlista
1. Poltergeist Party – 2:16
2. Music Box Concerto – 2:46
3. Rain Forest Rap Session – 1:44
4. A Love Theme for Gargoyles – 1:15
5. Bridge of Promises – 3:19
6. Exasperated Frog – 0:51
7. Take Me to Your Leader – 2:00
8. Deserted Palace – 2:27
9. Pogo Rock – 1:08
10. Wind Swept Canyon – 7:44
11. The Abominable Snowman – 0:56
12. Iraqi Hitch Hiker – 2:32
13. Free Floating Anxiety – 2:19
14. Synthetic Jungle – 1:43
15. Bee Factory – 1:00